# Peter de Grote (standbeeld Brussel)

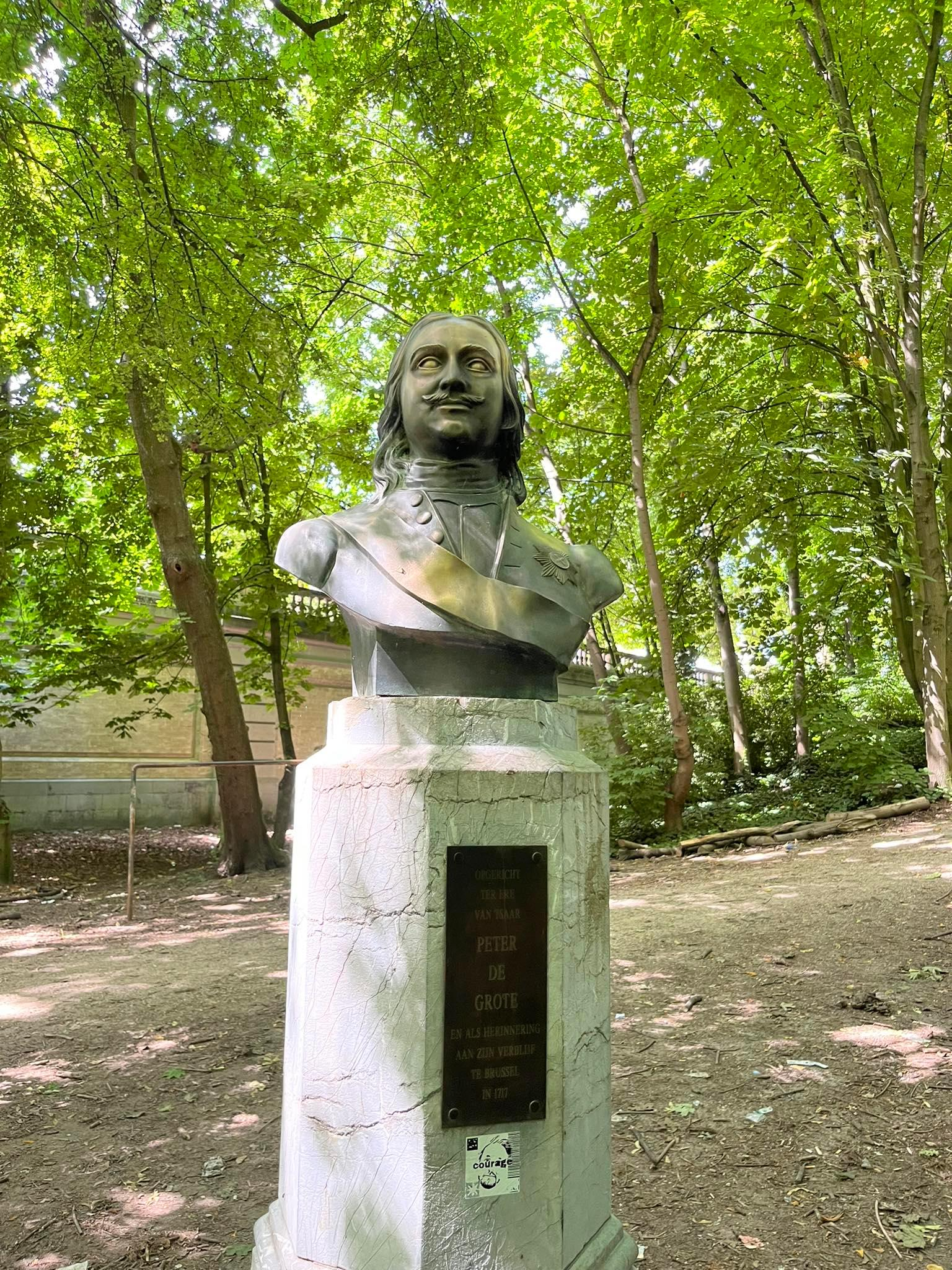
Standbeeld van Peter de Grote in het Warandepark te Brussel

Het standbeeld van de Russische Tsaar Peter de Grote, Piotr Alekseïevitch zoals hij werkelijk heette, is gelegen in het Brusselse Warandepark. Het standbeeld is een geschenk van de Russische prins Antoli Demitov. Het standbeeld is aan Brussel geschonken in het jaar 1854, als herinnering aan het bezoek van Peter de Grote.

## Standbeeld en Fontein
Peter de Grote was tsaar van het Russische Rijk van 1682 tot 1725. Hij had de ambitie om Rusland te moderniseren, om inspiratie op te doen reisde hij enkele keren af naar West-Europa. Het is op een van deze reizen dat hij in 1717 in Brussel belandde. In het Warandepark werd een groot feest gehouden omwille van zijn komst. Op het feest werd een gigantisch buffet gehouden waar Peter de Grote aan deelnam. De Russische Tsaar is zo in het eten en de wijn gevlogen dat hij tijdens het feesten alles heeft moeten overgeven in een fontein.

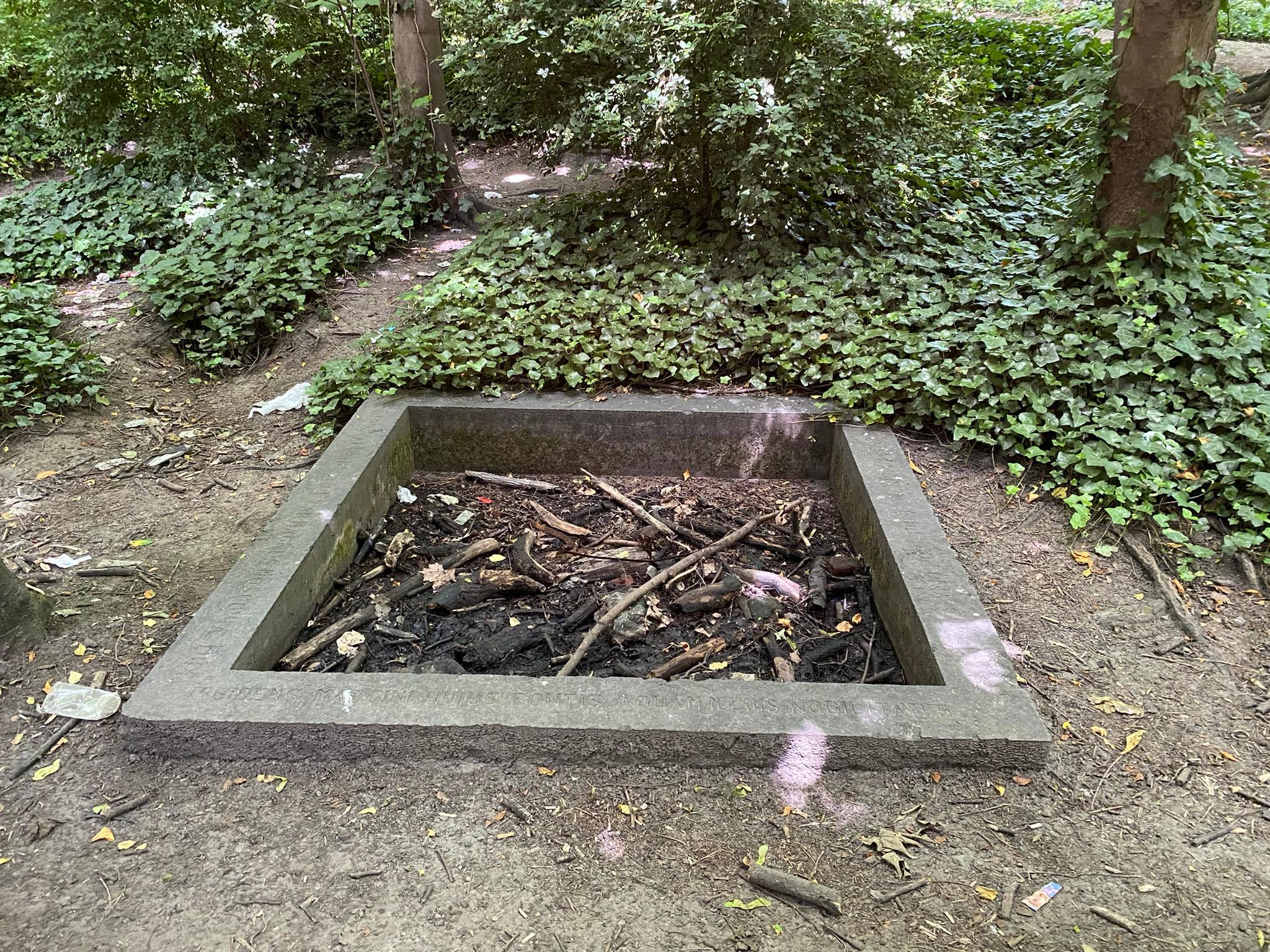
Fontein van Peter de Grote in het Warandepark te Brussel

Omdat de Brusselaars dit bizar voorval niet wilden vergeten, hebben ze op de overblijfselen van de fontein, ook gelegen in het Warandepark, een tekst geplaatst. De tekst luidt; “Peter Alexiowitz, tsaar van Moskou, groothertog, gezeten aan de rand van deze fontein, heeft er de wateren verrijkt met de wijn die hij heeft gedronken, op 16 april 1717, om die uur ’s middags.” De tekst is tot op de dag van vandaag te bewonderen. De fontein zelf is verdwenen, maar het bassin waarop de tekst is geplaatst bestaat nog. De fontein is enkele meters van de plek waar later zijn standbeeld kwam te staan.

## Bezoek aan Brussel
Tussen 1682 en 1725 was Peter de grote 43 jaar lang de leider van het Russische Rijk. Zijn naam had hij niet alleen te danken aan zijn gigantische rijk, maar ook aan zijn lengte. Zijn fascinatie voor West-Europa was minstens even groot. Zo werd hij de eerste tsaar die buiten de grenzen van Rusland reisde.
Op zijn bezoek in Brussel was hij niet alleen geboeid door kunst en het beheer van de Nederlandse wateren. Hij was ook erg geïnteresseerd in de Nederlandse taal. Hij leerde de taal tijdens zijn bezoek kennen en wilde het Nederlands zelfs een taal van het Russische hof maken. Zijn kennis in het Nederlands gebruikte Peter de Grote niet alleen bij zijn bezoek in Brussel, maar werd ook gebruikt aan zijn latere bezoek aan de Zuidelijke Nederlanden.
Peter De Grote was een extreem geliefd persoon bij de Belgen. Zo kreeg hij niet alleen zijn standbeeld in het Brusselse Warandepark, maar werd hij rijkelijk onthaald in Antwerpen, kreeg baden in Spa en mocht van het zicht genieten in de badstad Nieuwpoort. Tijdens de twee reizen naar België ontbrak een bezoek aan Brussel niet.